# Aeneas Shaw
Æneas Shaw UE ( c. 1740 – 6 februarie 1814) a fost un soldat și personalitate politică în Canada de Sus . 
S-a născut la Tordarroch House, Pitlochry, Scoția în jurul anului 1740 și a venit în Staten Island, New York în jurul anului 1770. S-a alăturat trupelor reginei  la începutul Revoluției americane, devenind ulterior căpitan . După predarea britanicilor la Yorktown, Virginia, s-a stabilit în zona râului Nashwaak din New Brunswick . S-a reîntors în rândurile trupelor regale odată cu reînființarea lor, astfel s-a mutat la Kingston în Canada de Sus în 1792. Când a fost numit în Consiliul Executiv și Consiliul Legislativ al Canadei de Sus în 1794, s-a mutat la Niagara . În 1793, a ajutat la pregătirea site-ului pentru noua capitală la York ( Toronto ). În 1796, a fost numit locotenent al județului York . 
În 1811, pe măsură ce tensiunile se intensificau cu Statele Unite, Shaw a devenit general-major în miliția responsabilă de instruire. Cu toate acestea, legislația impunea pregătiri ale recruților doar trei zile pe lună. Trupele lui Shaw nu s-au comportat bine în timpul primei capturi din York în timpul Războiului din 1812 . 
A murit la York în 1814. 
Fiica lui Shaw, Sophia, se spune că a fost logodită cu generalul-major Sir Isaac Brock, care a murit la bătălia de la Queenston Heights în 1812. 